# Kiss (Kryptologie)
Als Kiss (engl. für: „Kuss“), auch als Isolog (von altgriechisch ἴσος iso „gleich“ und λόγος lógos „Wort“), gelegentlich auch kurz als RE (von re-encipherment für „Wieder-Verschlüsselung“), wird in der Kryptologie das Auffinden zweier oder mehrerer Geheimtexte genannt, von denen der Entzifferer annimmt, dass sie vom selben Klartext stammen.
Dieser Fall, dass ein Klartext auf unterschiedliche Weise mehrfach verschlüsselt wurde, und, dass die entsprechenden Geheimtexte so miteinander verglichen werden können, wird auch als „Geheimtext-Geheimtext-Kompromittierung“ (oder etwas kürzer als „Geheimtext-Geheimtext-Kompromiss“) bezeichnet.

## Anwendung
Indizien für die Annahme dieses Falls können sein, dass die verglichenen Geheimtexte dieselbe Länge aufweisen, dass die Texte etwa zum gleichen Zeitpunkt abgesendet wurden, und, dass, möglicherweise bei einer Funkübertragung, die Rufzeichen der Funksprüche darauf hindeuten.
Der Begriff Kiss wurde vor allem von den britischen „Codeknackern“ im englischen Bletchley Park benutzt, die damit wohl diesen süßen Glücksmoment des Auffindens zweier Geheimtexte desselben Ursprungs beschreiben wollten, der für einen Kryptoanalytiker mit einem echten Kuss zu vergleichen ist. Friedrich L. Bauer bemerkt zu dieser Begriffswahl: „Besser hätte man das Entzücken der Entzifferer über einen solchen Glücksfall nicht ausdrücken können.“
Ein Kiss stellt im Grunde einen idealen „Crib“ (deutsch: Wahrscheinliches Wort) dar, er ist aber deutlich mehr als nur ein „Wahrscheinliches Wort“, von dem der Codeknacker annimmt, dass es im Geheimtext in verschlüsselter Form auftritt. Bei einem Kiss lässt sich tatsächlich bereits der komplette Text als bekannt annehmen.
Insbesondere kann ein Kiss dazu benutzt werden, um einen Einbruch in ein bislang ungebrochenes Verschlüsselungssystem zu erreichen. Ein Beispiel dafür ist die von den
deutschen U-Booten im Zweiten Weltkrieg eingesetzte Vierwalzen-Enigma M4. Warnmeldungen, beispielsweise vor Treibminen, wurden von der deutschen Kriegsmarine nicht selten wortgleich an Überwasserschiffe, die nicht über die Enigma-Maschine verfügten, und an die U-Boote weitergegeben. Da die Briten den für die Überwasserschiffe benutzten Werftschlüssel (eine Bigramm-Chiffrierung) relativ leicht brechen konnten, kannten sie den wörtlichen Inhalt der entsprechenden U-Boot-Funksprüche und konnten diese Kenntnis dazu nutzen, um in das M4-System einzubrechen und anschließend weitere, deutlich wichtigere U-Boot-Funksprüche zu entziffern. Gelegentlich provozierten die Briten sogar bewusst Vorfälle dieser Art, nur um die darauf prompt zu erwartenden deutschen Funksprüche mit bekanntem Inhalt zu erhalten und nannten diese Technik „gardening“ (deutsch wörtlich: „Gärtnern“).